# Энгель, Штефан
Штефан Энгель (нем. Stefan Engel, 1954) — председатель МЛПГ в 1982—2017 годах, главный редактор журнала «Revolutionärer Weg» (Путь революционера).

## Биография
По профессии — слесарь, а ныне свободный публицист. Провёл детство в Нойштадте около Кобурга. С 1968 года активно занимается политической и профсоюзной деятельностью. В 1977 году он стал председателем союза молодежи RJVD (предшественник молодёжного союза Ребелл и переехал в Рурскую область. С 1974 года он является членом профсоюза, ныне состоит в профсоюзе ver.di.
С июня 1978 года — член центрального руководства организации Немецкий коммунистический рабочий союз (нем. KABD — Kommunistischer Arbeiterbund Deutschlands). С 1979 года стал лидером политбюро KABD (предшествующая организация МЛПГ) и руководил непосредственно процессом основания МЛПГ в июне 1982 года. С учредительного съезда партии он шесть раз переизбирался председателем партии. Кроме того, он — член общей группы координации по подготовке девятой международной конференции марксистско-ленинистских партий и организаций.
Автор нескольких книг по проблемам и вопросам классовой борьбы, марксизма-ленинизма и освобождения женщин. Ныне проживает в Гельзенкирхене. Состоит в браке с Моникой Гэртнер-Энгель. Увлекается спортом, фотографией и путешествиями.

## Книги
- Arbeiterpolitik gegen den Bonner Rechtsblock. Veranstaltungsreden 1982/83. Verlag Neuer Weg, Stuttgart 1983
- Peru — die Lunte am Pulverfass Lateinamerika. Verlag Neuer Weg, Essen 1989 ISBN 3-88021-184-1
- Argentinien : Leben, Sehnsucht und Kampf am Rio de la Plata. Verlag Neuer Weg, Essen 1993 ISBN 3-88021-223-6
- Der Kampf um die Denkweise in der Arbeiterbewegung, Verlag Neuer Weg, Essen 1995 ISBN 3-88021-265-1
- Die Bedeutung der Denkweise für einen neuen Aufschwung des Kampfes um den Sozialismus (Rede auf dem Pfingstjugendtreffen 1995 in Gelsenkirchen), Verlag Neuer Weg, Essen 1995, ISBN 3-88021-257-0
- Die bewußte Anwendung der dialektischen Methode auf dem Niveau der Lehre von der Denkweise (Rote Fahne Beilage 1999)
- Neue Perspektiven für die Befreiung der Frau. Eine Streitschrift. Verlag Neuer Weg, Essen 2000 ISBN 3-88021-284-8 (gemeinsam mit Monika Gärtner-Engel)
- 10 Jahre Wiedervereinigung — 10 Jahre gesamtdeutscher Parteiaufbau der MLPD. Großkundgebung der MLPD am 3. Oktober 2000 in Magdeburg. Rede von Stefan Engel. Redebeiträge von Menschen aus Ost und West. Verlag Neuer Weg, Essen 2000 ISBN 3-88021-302-X
- Götterdämmerung über der «neuen Weltordnung»: die Neuorganisation der internationalen Produktion, Verlag Neuer Weg, Essen 2003 (4. Auflg.) ISBN 3-88021-357-7